# Abderrahmane Abdelli
Pour les articles homonymes, voir Abdelli.
Abderrahmane Abdelli, né le 2 avril 1958 à Behlil-Afir, en Kabylie (Algérie), est un auteur-compositeur et chanteur algérien. Il est connu pour mélanger la musique traditionnelle berbère de son pays, avec des sons du monde.
Abdelli, est né à Behalil-Afir, un hameau de la Grande Kabylie, en Algérie, pendant la guerre d'indépendance algérienne. D'origine Kabyle, sa famille est déplacée à cause de bombardements sur son village, Kennour par l'Armée de l'air française. Après la guerre, la famille d'Abdelli s'installe dans la ville côtière de Dellys. Jeune, il construit sa première guitare à partir d'une boîte d'huile vide, d'une planche de bois, et d'une ligne de pêche. Après avoir appris à jouer de la guitare, il est initié au mandole par le maître Chaabi, Chaïd Moh-Esghir.

## Biographie
Abdelli fait ses débuts musicaux à Dellys, en Kabylie, lors du festival de l'indépendance algérienne en 1974. Il  remporte plusieurs concours pour chanteurs amateurs en Algérie. Abdelli enregistre son premier album en 1984 au studio YUGURTEN à Azzazga sous la direction de Mustapha LAHCENE, du célèbre groupe de musique moderne kabyle YUGURTEN, publié en 1986 par l'édition Massinissa à Tizi-Ouzou (Algérie). En 1986 il s'installe en Belgique et rencontre lors de l'enregistrement au studio Kitch de album "Abdelli à Bruxelles" édité par l'édition Méditerranée. c'est lors de l'enregistrement de l'album qu'il rencontre Thierry Van Roy avec qui il commence sa collaboration pour l'enregistrement de l'album "New Moon" avec des influences et des instruments de musiques venus de plusieurs pays du monde, Chili, Maroc, Belgique, Ukraine etc. Une expérience qui ouvre la grande porte de la musique du monde à Abdelli et que nous retrouvons dans tous ses albums qui allaient suivre tout le long de sa grande carrière artistique.
Les albums d'Abdelli sont "New Moon"et Among Brothers, Destiny et Songs of Exile.
Il a joué dans les plus grands festivals en Europe, dont WOMAD, et le concert 0110 à Gand. En plus de l'Europe (France, Portugal, Grèce, Hollande, Belgique, Suède, Espagne, Italie, Roumanie, Allemagne), il effectue des tournées en Angleterre, au Pakistan, au Maroc, aux États-Unis, et au Canada.
Abdelli à collaboré et rencontré de grands musiciens et des grands Maîtres et personnes et humaines, Dans le grand Maître algérien  Chiekh El Hasnaoui à l'Ile de la Réunion, le grand Maître Lord Yehoudi Menuhin, Peter Gabriel, Loreena Mc Kennitt, Omar Farouk Takbilek, Natacha atlas,  Hosein Ramzi, Ross Daly etc..

## Influences
La musique d'Abdelli reflète une grande influence algérienne. Comme indiqué par World Music Central :
« Les paroles d'Abdelli expriment des images fortes et poétiques de sa culture menacée de tous côtés. Il s'exprime essentiellement par des symboles qui font partie de sa culture traditionnelle. Il essaie de faire connaître l'ancienne culture berbère qui, par sa tolérance et son ouverture, est un exemple à suivre dans notre monde troublé »."
Abdelli a collaboré avec des musiciens d'Europe, et d'Amérique du Sud, incorporant souvent des rythmes et des instruments tels que le cajón (Pérou), le tormento, le quena (chilien) et le bandurria (ukrainien).  

## Discographie
- New Moon (1995)
- Au-delà de Gibraltar (2000)
- Among Brothers (2003)
- Destiny (2011)
- Songs of Exile 2021

## Membres du groupe
- Flavio de Suza (Guitare et percussions)
- Rachid Jazzouli (darbuka, tar, bendir)
- Augusto Rego (percussions latines)
- Abdelmajid Makrai Lamarti (violon)
- Cristel Borghsleven (accordéon et clarinette)